# 厚木ガス
厚木ガス株式会社（あつぎガス、登記上の商号: 厚木瓦斯株式会社）は、神奈川県厚木市に本社をおく都市ガスおよび液化石油ガスの供給会社である。

## 概要
都市ガス、LPガス、それぞれの供給事業を行う。
また、東京ガス株式会社の取次店として電力の販売も行っている。